# Manfred Bulling
Manfred Bulling (* 12. Januar 1930 in Erfurt; † 17. Juni 2015 in Schwieberdingen) war ein Jurist und Erfinder und war von 1977 bis 1989 parteiloser Regierungspräsident des Regierungsbezirks Stuttgart.

## Werdegang
Manfred Bulling schloss sein 1949 in Tübingen begonnenes Studium der Rechtswissenschaft 1955 mit der Dissertation Die Entwicklung der Dienststrafgerichtsbarkeit nach 1945 im Gebiet der Bundesrepublik Deutschland ab. Er war Mitglied der musischen Studentenverbindung AMV Stochdorphia Tübingen im SV. Von 1957 bis 1959 arbeitete er in den Landratsämtern Böblingen und Ludwigsburg, dann wechselte er für die Jahre 1959 bis 1961 ins Bundesministerium des Innern. Von dort führte ihn sein beruflicher Weg von 1961 bis 1962 ins Regierungspräsidium Freiburg, ehe er von 1962 bis 1969 im Innenministerium Baden-Württemberg beschäftigt wurde. Von 1969 bis 1977 war Bulling im Staatsministerium Baden-Württemberg bei Ministerpräsident Hans Filbinger Generalreferent für die Verwaltungsreform und später Abteilungsleiter „Landespolitik“.

## Stuttgarter Regierungspräsident
Von 1977 bis 1989 war er Regierungspräsident des Regierungsbezirks Stuttgart. Schwerpunkte: Natur- und Umweltschutz, Denkmalschutz, Verbraucherschutz und Verkehr.
Die Naturschutzaktivitäten führten dazu, dass zwischen 1982 und 1988 die Fläche der Naturschutzgebiete von 2825 auf 5920 Hektar mehr als verdoppelt wurde. In der industriell geprägten Region Mittlerer Neckar standen 1990 rund 20 Prozent der Fläche unter Landschaftsschutz. Probleme ergaben sich bei der Durchsetzung des „Kleinbautenerlasses“, der zum Schutz der freien Landschaft die Bekämpfung rechtswidriger Schwarzbauten zum Gegenstand hatte. 1985 gab es an den Flusshängen, vor allem in den Weinbaugebieten, 47.000 schwarz errichtete größere Gartenhäuser und Wochenendhäuser. Bis März 1987 wurden 12.000 Fälle durch nachträgliche Bebauungspläne legalisiert; 1200 Fälle wurden durch öffentlich-rechtliche Verträge gesetzeskonform gemacht; über 5000 Fälle konnten ohne eine Prozesslawine bereinigt werden; zur Umsiedlung nicht legalisierbarer Gartenhäuser wurden auf Grund von 167 Bebauungsplänen 900 ha neue Gartenhausgebiete bereitgestellt.
Bei der Gewässerreinhaltung gelang es, die am stärksten verunreinigten Flüsse der stark industriell geprägten Region, wie Neckar, Murr und Rems an die Gewässergüteklasse II heranzuführen. Der Zander, ein anspruchsvoller Edelfisch, war 1975 zum Beispiel aus dem Neckar völlig verschwunden. 1990 machte er wieder 10 Prozent des Neckarfischbestandes aus.
Luftreinhaltung:
Zentrales Thema war die Entschwefelung und Entstickung (Stickoxidabsorption) der Kohle- und Müllheizkraftwerke. Für beide Schadstoffarten vertrat Bulling erstmals in Deutschland die Rechtsauffassung, dass für behördliche Abgasauflagen keine Durchführungsverordnung notwendig sei, dass vielmehr das Bundes-Immissionsschutzgesetz als Rechtsgrundlage ausreiche, wonach die behördliche Reinigungsauflage dem „Stand der Technik“ entsprechen und wirtschaftlich zumutbar sein müsse. Auf dieser Rechtsgrundlage ordnete Bulling die Reduzierung des Schwefelausstoßes von 1800 bzw. 2300 mg/m³ auf 400 mg/m³ an. Dadurch wurde es möglich, dass zwischen 1983 und 1990 die Stromproduktion aus Kohle im Regierungsbezirk Stuttgart von 2000 auf 3000 MW (+50 Prozent) gesteigert und gleichzeitig der Schwefelausstoß von 36.000 t/a auf 11.000 t/a (−70 Prozent) verringert wurde, wobei gut verwertbarer Gips anfiel. Deutschlandweit wurde danach diese Genehmigungspraxis übernommen. Bulling stellte fest, dass in Japan schon seit Mitte der 1970er Jahre Entstickungsanlagen existierten, die Stickoxide auf 200 mg/m³ reduzierten. Dieser Standard wurde im Regierungsbezirk Stuttgart übernommen. Das Ergebnis: Während 1982 bei einer Kohlestromproduktion von 2000 MW 30.000 Tonnen Stickoxide in die Luft geblasen wurden, waren es 1990 bei einer Stromerzeugung von 3000 MW (+50 Prozent) nur noch 5800 t (−81 Prozent).
Denkmalschutz: Als 1980 immer mehr attraktive Denkmale zu verfallen drohten, betätigte sich Bulling als ehrenamtlicher Grundstücksmakler. 30 Schlösser und Burgen, Rat- und Bauernhäuser, Klöster sowie eine Synagoge wurden in einem Prospekt „Verkäufliche Baudenkmale“ der Öffentlichkeit angeboten. Nach wenigen Wochen war das Angebot praktisch ausverkauft.
Die Verbraucherschutzaktivitäten führten zu bundesweit beachteten Erfolgen, wie etwa beim Zusatz von Glykol in hochpreisige Weinen, Nematoden (Fadenwürmern) in Speisefischen, Östrogen in Babynahrung, Nitrit in Mineralwasser, Perchlorethylen in Olivenöl.
Im Rahmen der Arbeiten des RP Stuttgart am Luftreinhalteplan Stuttgart wurden versuchsweise Geschwindigkeitsbeschränkungen auf Tempo 60 mit dem damals neuen Zusatz-Schild „Luftreinhaltung“ eingeführt. Besonders auf der B 10 Stuttgart–Esslingen führte dies zu Protesten der betroffenen Autofahrer, angeführt von der in Esslingen sitzenden regionalen Bildzeitungs-Redaktion. Auf Grund dieses Druckes ordnete das Innenministerium das baldige Ende dieses Versuchs an. Heute sind solche Geschwindigkeitsbeschränkungen zur Luftreinhaltung weit verbreitet.

## Flüssigei-Affäre
Eine öffentliche Warnung des Stuttgarter Regierungspräsidiums vor „mikrobiell verdorbenen“ 7-Hühnchen-Nudeln der Firma Birkel vom August 1985 führte zur „Flüssigei-Affäre“, dem „größten Lebensmittel-Skandal Deutschlands“ (Bild-Zeitung). Birkel fühlte sich zu Unrecht angeprangert und erhob gegen das Land Baden-Württemberg eine Schadensersatzklage auf 43 Millionen DM. Landgericht und OLG Stuttgart (Berufungsurteil vom 21. März 1990) bewerteten die Entlastungsbeweise von Birkel höher als die vom Land vorgelegten belastenden Gutachten und verurteilten das Land „dem Grunde nach“ zum Schadensersatz. Über die Höhe des Schadensersatzes sollte erst in einem weiteren Verfahrensabschnitt entschieden werden. Trotz starker Zweifel an der Richtigkeit der Urteile entschied die Landesregierung, keine Revision einzulegen. Am 27. März 1991 schlossen das Land und Birkel einen Vergleich über die Zahlung von 12,8 Millionen DM Schadensersatz.
Nach späteren Pressemeldungen sollen bereits seit dem 6. Juni 1990 Beweise vorgelegen haben, dass die Nudeln tatsächlich mikrobiell verunreinigt waren, die durch das Zusammenwirken von Unternehmen, einem beteiligten Gutachter und der damaligen Landesregierung verschleiert wurden. Aus Unterlagen, die dem Stern vorlagen, ergaben sich Hinweise darauf, dass in Birkel-Produkten tatsächlich befruchtete und bebrütete Eier sowie Schmutzeier und auch Schlachtabfälle verarbeitet worden waren.
In diesem Zusammenhang stieß im Frühjahr 1989 die Kripo Pirmasens bei einer Durchsuchung des Instituts des für die Gerichtsurteile maßgebenden Gutachters auf Beweise, dass dieser einen Beratervertrag mit Birkel hatte und dort zeitweise Laborleiter war. Die Kripo Pirmasens erklärte: Der Lebensmittelchemiker „formulierte Gutachten um, die neuen Werte waren ihm von der Geschäftsleitung der Fa. Birkel vorgegeben worden.“
Anfang Oktober 1989 schickte die Kripo Pirmasens ihr neues Ermittlungsergebnis an die Staatsanwaltschaft Bad Kreuznach; diese gab es nach Stuttgart weiter, wo es allerdings erst am 6. Juni 1990 eingetroffen sein soll. Drei Monate zu spät für das Berufungsverfahren aber noch neun Monate vor dem Abschluss des 12,8 Mio. DM–Vergleichs. Warum die Landesregierung unter Ministerpräsident Lothar Späth trotz dieses erwiesenen Prozessbetrugs den Vergleich abgeschlossen und 12,8 Mio. DM Steuergelder bezahlt hat, ist unerfindlich. Nach den Ermittlungen von Bild Stuttgart konnten sich weder Ex-Ministerpräsident Späth noch Ex-Justizminister Thomas Schäuble noch Ex-Ministerpräsident Günther Oettinger an die Sache erinnern.

## Rücktritt als Regierungspräsident
Im November 1989 ist Bulling vom Amt des Regierungspräsidenten zurückgetreten. Der CDU-Abgeordneten Hauser (Esslingen) hatte gegen ihn beim damaligen Innenminister Schlee eine Dienstaufsichtsbeschwerde wegen der Birkel-Warnung, der Geschwindigkeitsbeschränkung auf der B 10 und dem Vollzug des Kleinbautenerlasses eingereicht. In seiner Antwort darauf stellte Schlee fest, dass Bulling keine Dienstpflichten verletzt habe und seine Amtsführung beamtenrechtlich korrekt war. Er habe aber beim Gesetzesvollzug (Geschwindigkeitsbeschränkung und Kleinbautenerlass) „Irritationen und Besorgnisse“ bei den Betroffenen hervorgerufen; auch habe er bei Ausübung seiner Zuständigkeiten und in seiner Öffentlichkeitsarbeit in den Kompetenzbereich der Regierung eingegriffen. Deshalb sei Bulling den politischen Anforderungen an das Amt des Regierungspräsidenten nicht immer in vollem Umfang gerecht geworden. In einem Schreiben an Ministerpräsident Späth vom 23. November 1989 beantragte Bulling darauf die sofortige Versetzung in den einstweiligen Ruhestand nach § 60 Landesbeamtengesetz, weil das für eine geordnete Amtsführung notwendige Vertrauen zwischen Regierung und Präsident nicht mehr gegeben sei. Der „Birkel-Skandal“ war im Schreiben des Innenministers nicht erwähnt worden. Er spielte auch beim Rücktritt keine Rolle. Der Ministerpräsident gab dem Antrag statt.

## Rechtsanwalt
Bulling wechselte 1990 als Rechtsanwalt in eine renommierte Stuttgarter Anwaltskanzlei, wo er bis Ende 1997 tätig war. Seither arbeitete er als Rechtsanwalt in eigener Praxis.

## Spätzlepresse „System Bulling“
Bulling erfand eine neuartige Spätzlepresse zur Herstellung von schwäbischen Spätzle, auf die er ein Patent erhielt. Das Gerät „Spätzlewunder System Bulling“ hat 56 von Bulling und seiner Ehefrau entwickelte spezielle verschiedene Öffnungen, die bewirken, dass die Spätzle Form und Geschmack von handgeschabten Spätzle haben. Das Gerät wird von der Firma Buchsteiner in Gingen an der Fils hergestellt.

## Familie
Manfred Bulling war verheiratet mit Helga, geborene Strasser, und hatte fünf Kinder. Die Familie wohnte in Stuttgart-Feuerbach.

## Ehrungen
- 1983: Verdienstkreuz 1. Klasse der Bundesrepublik Deutschland

## Publikationen
- Die Entwicklung der Dienststrafgerichtsbarkeit nach 1945 im Gebiet der Bundesrepublik Deutschland. Dissertation, Rechts- und wirtschaftswissenschaftliche Fakultät der Eberhard Karls Universität Tübingen, Tübingen 1955.
- Josef Daniels, Manfred Bulling: Bundesärzteordnung. Kommentar. Luchterhand-Verlag, Neuwied/Berlin 1963.
- Manfred Bulling, Otto Finkenbeiner: Wassergesetz für Baden-Württemberg. Kommentar. Kohlhammer, Stuttgart/Berlin/Köln 1968.
- Manfred Bulling, Otto Finkenbeiner, Wolf-Dieter Eckardt, Karlheinz Kibele: Wassergesetz für Baden-Württemberg. Großkommentar. 3., völlig überarbeitete Auflage. Kohlhammer, Stuttgart/Berlin/Köln 1989/2011.
- Verwaltung im Kräftefeld der politischen und gesellschaftlichen Institutionen. Herausgeber Dr. Manfred Bulling. Nomos Verlagsgesellschaft, Baden-Baden 1985, ISBN 3-7890-1120-7.

## Wissenschaftliche Tätigkeiten
- Mitglied des Vorstands der Deutschen Sektion des Internationalen Instituts für Verwaltungswissenschaften
- Mitherausgeber der Zeitschrift Die Öffentliche Verwaltung, Kohlhammer Verlag, Stuttgart
- Dozent und Mitglied des Kuratoriums an der Führungsakademie des Landes Baden-Württemberg in Karlsruhe seit der Gründung 1986
- Vorsitz der Regierungskommission „Neue Führungsstruktur Baden-Württemberg“, 1985[18][19]
- Lehrbeauftragter und später Honorarprofessor an der Universität Hohenheim[20]